# Götaverken
Götaverken était un chantier naval suédois.

## Localisation
Il était situé à Hisingen, île qui fait partie de la ville de Göteborg dans le comté de Västra Götaland.

## Historique

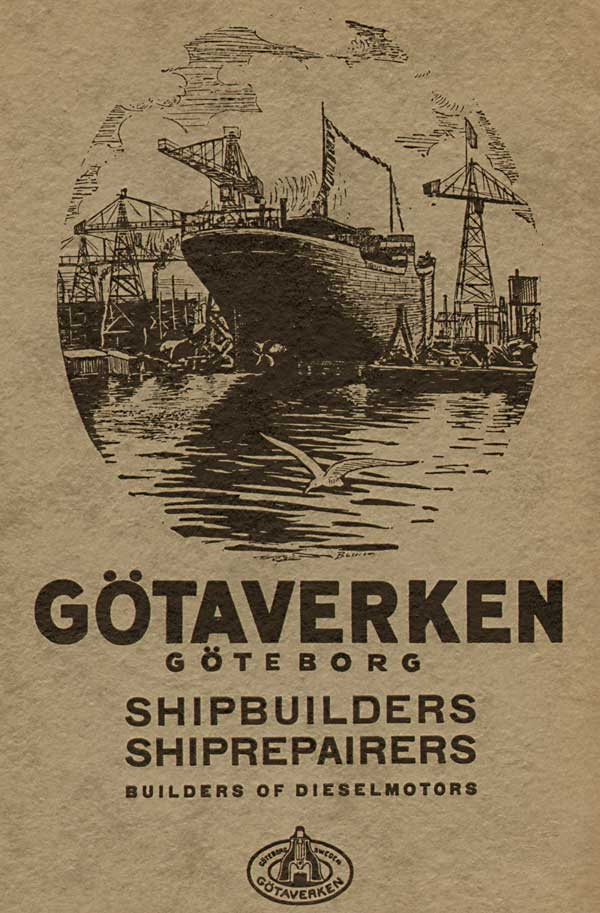

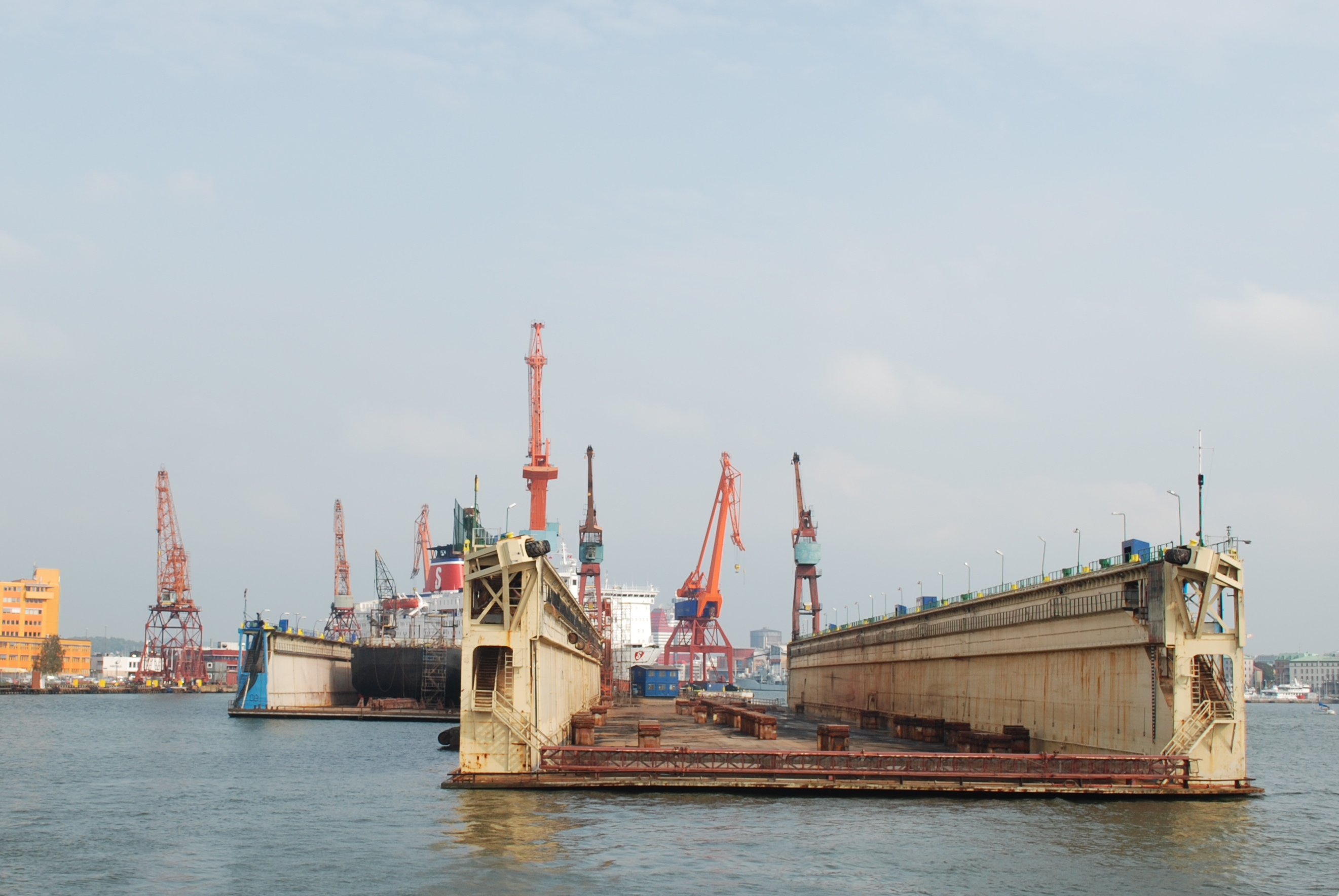

Il a été fondé en 1841 et a fermé en 1989. Dans les années 1930, il s'agissait de l’un des plus grands chantiers navals du monde en tonnage construit.
En novembre 1841, Alexandre Keiller, un homme d'affaires écossais qui avait émigré en Suède, obtient les autorisations pour construire dans la ville de Göteborg un chantier de production industrielle. Le premier nom de société est alors : Keillers Werkstad i Göteborg, renommée après une faillite en 1867 :

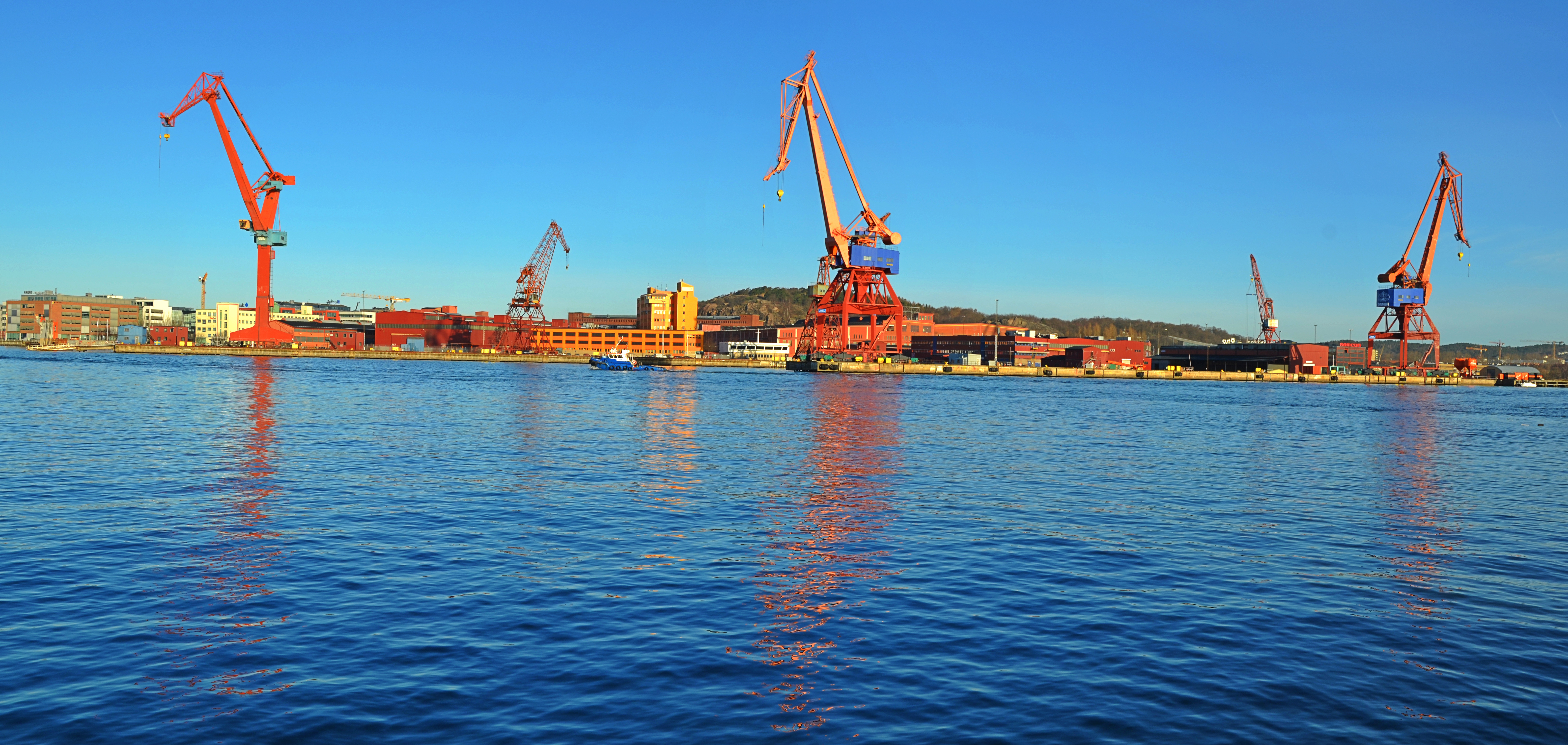
Vue panoramique de Götaverken depuis Stenpiren.

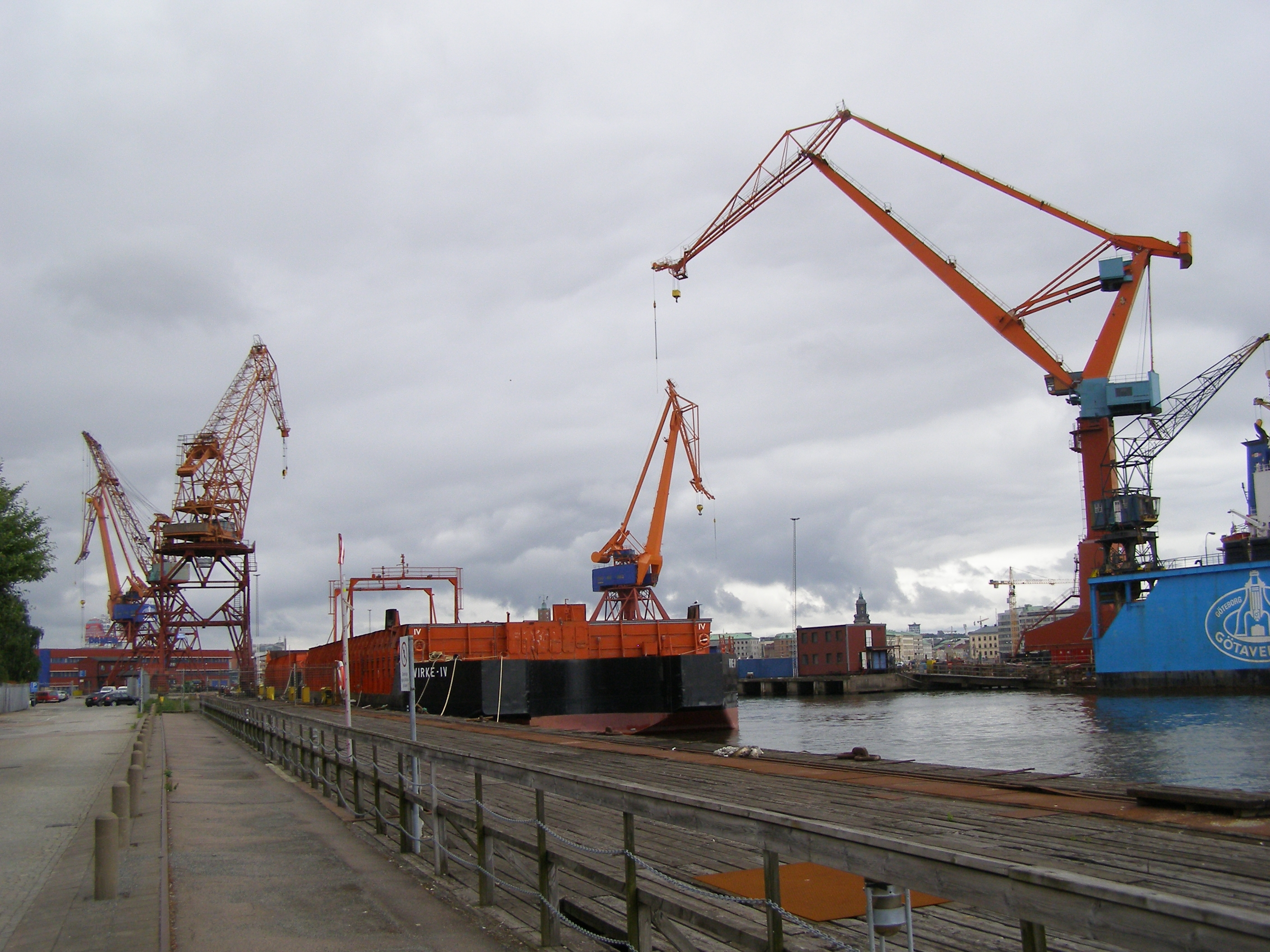

Göteborgs Mekaniska Verkstads.